# San Giorgio (Donatello)
La statua di San Giorgio di Donatello fa parte del ciclo delle quattordici statue dei protettori delle Arti di Firenze per le nicchie esterne della chiesa di Orsanmichele. Fu commissionata dall'Arte dei Corazzai e Spadai e risale al 1415-1417. È in marmo apuano ed è alta 209 cm. Dal 1891 si trova conservata nel Museo nazionale del Bargello ed è stata sostituita nella nicchia da una copia in marmo.

## Storia
San Giorgio era un santo guerriero, per questo era stato scelto come patrono dell'Arte dei Corazzai e Spadai, cioè dai fabbricanti di armi. Scolpita tra il 1415 e il 1416, riscosse ben presto un notevole successo e anche per la critica successiva ha sempre avuto una posizione di riguardo, venendo indicata come forse l'opera migliore del ciclo delle arti di Orsanmichele e uno dei capolavori di Donatello e della statuaria italiana del Quattrocento in generale. 
La formella di San Giorgio che uccide il drago alla presenza della principessa venne collocata dopo il 1417 e godette di altrettanta fama.
Tutta questa ammirazione fece sì che da sempre si tenessero cure speciali verso la statua, anche per via del degrado facilitato dalla sporgenza della nicchia poco profonda e dall'esposizione a nord. Per questo nell'Ottocento venne spostato nel più riparato tabernacolo della Madonna della Rosa, vuoto dal 1628 quando l'opera era stata spostata in chiesa. Nel 1858 il naso della statua venne rotto da una sassata, per cui si decise precocemente di musealizzarla, spostandola nel 1891 al nuovo Museo nazionale del Bargello, dove tutt'oggi si trova. Nel 1944 la statua fu trafugata dalla villa di Poggio a Caiano (Firenze). Nel maggio del 1945 fu ritrovata da Frederick Hart a Neumelans e riportata in Italia il 20 luglio dello stesso anno. Nel 1976 venne lì trasferita anche la formella della base. La copia bronzea, visibile fino a pochi anni fa, venne posta nel tabernacolo, non senza polemiche, nel 1892 ed era opera della Fonderia Galli su calco di Oronzo Lelli. Dal 23 aprile 2008 è stata esposta nella nicchia una nuova copia in marmo, fatta appositamente realizzare dalla Soprintendenza per il Polo museale fiorentino, ritrovando così l'aspetto fedele dell'insieme della nicchia.

## Descrizione e stile
Il santo io vo' veder de' cavalieri.

[...]

Degno, San Giorgio (oh con quest'occhi lassi

il vedess'io), che innanzi a te ne l'armi

Un popolo d'eroi vincente passi.»
(Giosuè Carducci, Rime nuove, San Giorgio di Donatello, vv. 6-14)
Il tabernacolo, come quello vicino del San Matteo, è meno profondo degli altri, perché in questo pilastro, a nord-ovest, è contenuta la scala a chiocciola che permette di raggiungere i piani superiori. 
San Giorgio è ritratto come un cavaliere con l'armatura e con lo scudo crociato, su precisa richiesta degli armaioli che volevano mostrare un saggio della loro arte. La figura, leggermente ruotata intorno all'asse centrale, che fa perno sulle gambe divaricate a compasso, è costruita su tre ovali sovrapposti: il volto con le sopracciglia aggrottate, il busto e lo scudo crociato, leggermente rotato rispetto all'asse centrale. Le gambe leggermente divaricate sono un modo per far risaltare, con il torso ben eretto, l'idea di fermezza morale. 

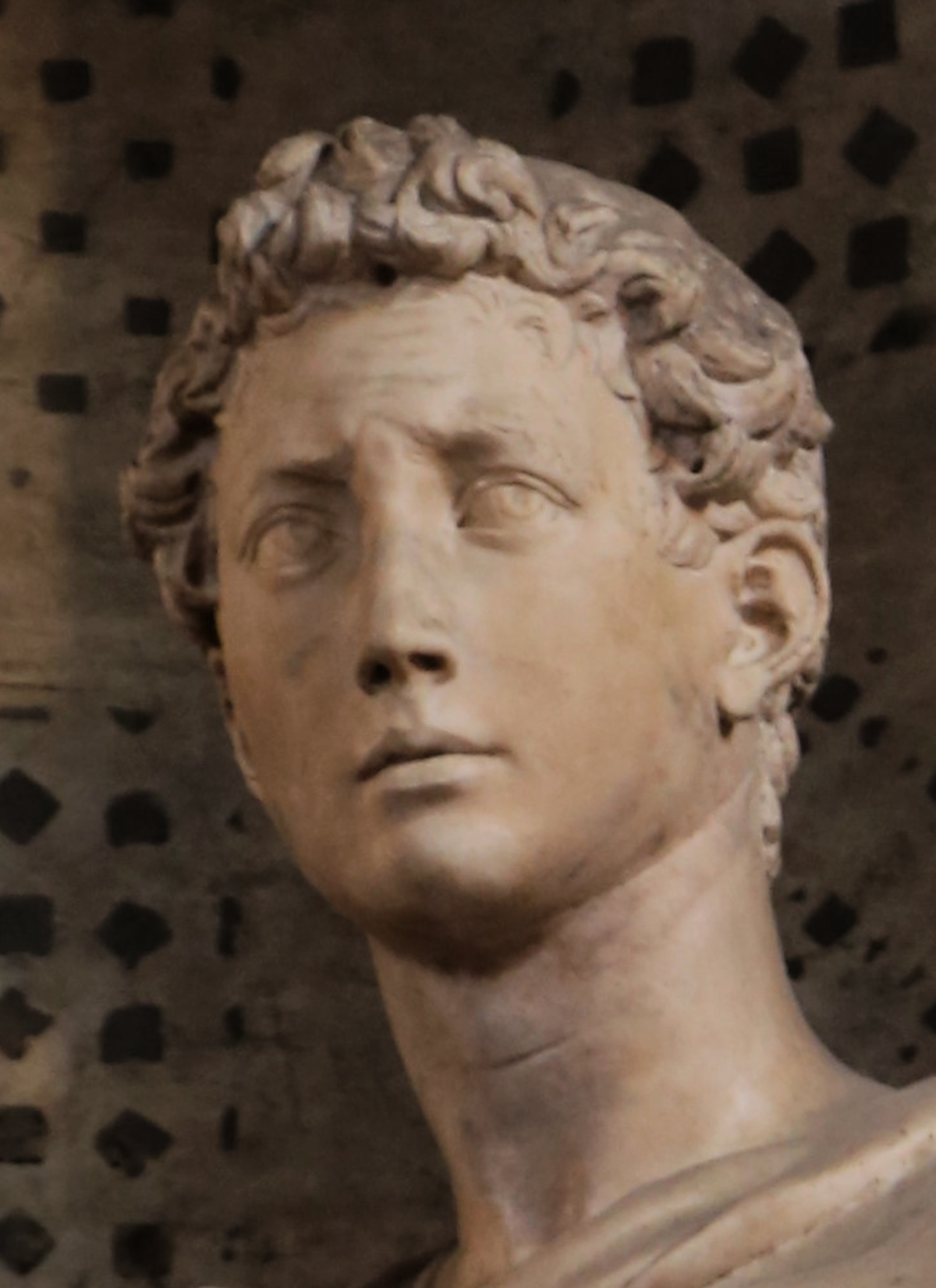
Donatello, San Giorgio, particolare

Il santo è concepito nell'atto di guardare volgendo la testa, forse verso il nemico, e tale gesto anima la statua: si contrappone alla costruzione statica del corpo e sfrutta il contrasto amplificandone il gesto, che è sottolineato anche dai tendini del collo in rilievo, dalle sopracciglia aggrottate e dall'espressivo chiaroscuro che si crea intorno agli occhi e nelle pupille. L'effetto è quello tipico delle migliori opere di Donatello, cioè l'energia e la vitalità trattenute ma perfettamente visibili. 
Già a metà del XV secolo la statua era vista come un modello di perfezione, elogiandone la fierezza dello spirito e il contrasto che sembra nascere tra la volontà d'azione che traspare dallo sguardo e salda fermezza dell'appoggio. Giorgio Vasari, nella prima edizione delle Vite, ne sottolineò la bellezza della testa di giovane, lo spirito del valore militare, la "vivacità fieramente terribile et un maraviglioso gesto di muoversi dentro a quel sasso", come "nelle figure moderne non s'è veduta ancora".

## Il rilievo diSan Giorgio e il drago

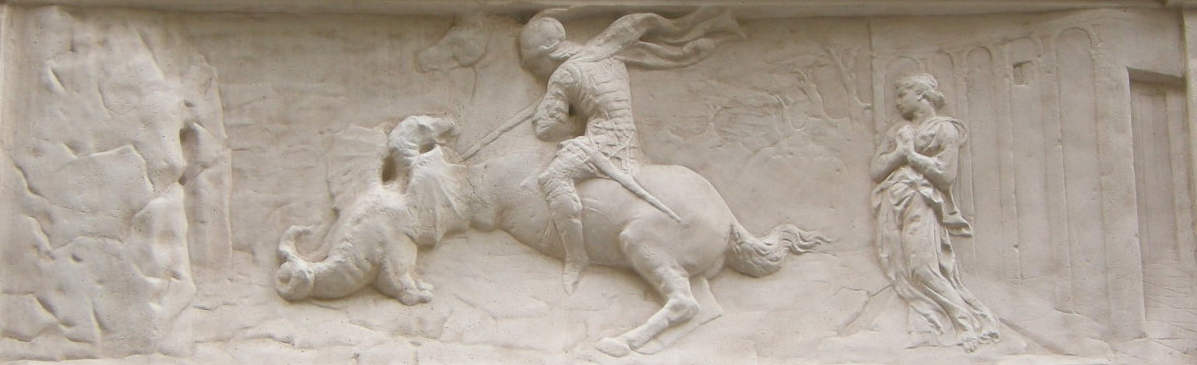
San Giorgio e il drago

Sono di Donatello sia il rilievo nella cuspide raffigurante Dio Padre benedicente, sia, come già detto, il rilievo di San Giorgio che uccide il drago alla base. Quest'ultimo rilievo è celebre come un perfetto esempio di stiacciato, arricchito da una delle più antiche rappresentazioni di prospettiva centrale a punto unico di fuga, con tutte le figure collocate coerentemente nello spazio. Le linee orizzontali convergono verso il gruppo centrale con la rappresentazione di san Giorgio a cavallo che lotta contro il drago (il cavallo venne ammirato da Vasari); a sinistra la grotta (la tana del drago), desunta dai sarcofagi romani, e a destra la principessa ed il porticato costruito in prospettiva. Se le linee del mantello, l'armatura preziosa del santo e il profilo delle ali aperte del drago sono particolari di gusto tardo gotico, nuova è la concezione dello spazio, che sembra espandersi oltre la cornice del bassorilievo, pur se alcuni sicuri punti di riferimento ne permettono una definizione perfetta. Nuova è anche la funzione della luce che sbalza il punto focale dell'azione.

## Nella cultura di massa
- La statua di San Giorgio è presente (sotto forma di busto) come uno dei protagonisti nell'anime Sekko Boys.